# 本町通 (新潟市)

アーケード商店街「ぷらっと本町」とその周辺の位置関係

本町通（ほんちょうどおり）は、新潟市中央区の市道、またはその沿道の町名。現行行政地名は本町通1番町から本町通14番町。住居表示未実施区域。郵便番号は951-8067。

## 概要
江戸期から現在までの町名。1〜14番町まで存在する。
商店街が形成され、多数の市民に利用されているところである。古町周辺（ファッションストリート、飲食店が中心）とは異なり、主に生鮮食料品や日用品を取り扱う古くからの商店が軒を連ねるなど言わば「市場」的な商店街が形成されており、周辺商店街と比べると独自色が濃くなっている。下記の本町市場と下本町商店街の2つの商店街に大別され、また古町以上に一般の住宅が占める割合も多くなっている。

### 隣接する町字
北から東回り順に、以下の町字と隣接する。
- 四ツ屋町
- 翁町
- 寄附町
- 横七番町通
- 夕栄町
- 曙町
- 横六番町
- 上大川前通
- 一番堀通町
- 東堀前通
- 東堀通

## 世帯数と人口
2018年（平成30年）1月31日現在の世帯数と人口は以下の通りである。
| 町丁         | 世帯数    | 人口    |
| ------------ | --------- | ------- |
| 本町通1番町  | 46世帯    | 72人    |
| 本町通2番町  | 63世帯    | 109人   |
| 本町通3番町  | 86世帯    | 150人   |
| 本町通4番町  | 75世帯    | 134人   |
| 本町通5番町  | 159世帯   | 240人   |
| 本町通6番町  | 41世帯    | 70人    |
| 本町通7番町  | 43世帯    | 65人    |
| 本町通8番町  | 86世帯    | 152人   |
| 本町通9番町  | 50世帯    | 81人    |
| 本町通10番町 | 79世帯    | 120人   |
| 本町通11番町 | 117世帯   | 177人   |
| 本町通12番町 | 106世帯   | 190人   |
| 本町通13番町 | 102世帯   | 209人   |
| 本町通14番町 | 211世帯   | 359人   |
| 計           | 1,264世帯 | 2,128人 |

## 歴史
移転前
1617年（元和3年）に新町として作られる。その後、新町の発展にともなって本町通と呼ばれるようになった。
移転後
1655年（明暦元年）に現在地に移転。南側から、上一ノ町、下一ノ町、二〜六ノ町、十七軒町、十四軒町、横丁、湊町とされる。
江戸時代より商業地として発展。1689年（元禄2年）に表店を許される。許可された商品は、絹布、太物、操綿、茶などの34品。1762年（宝暦12年）には58品目に増加。このころに中心街的景観が整った。
十四軒町西には大助賈（おおすけご）と呼ばれる回船問屋が多数あり、その付近に小助賈（こすけご）と呼ばれる振売り（魚の行商） が多数住んだ。元文年間には、大助賈19、小助賈149にまで増えた。一ノ町は履物屋が多く、足駄屋町と呼ばれた。
近代
1872年（明治5年）10月に新潟県令楠本正隆によって町名改正が実施され、1〜14番町となった。14番町は遊廓となる。

### 年表
- 1617年（元和3年） : 新町として作られる。
- 1655年（明暦元年） : 現在地に移転。
- 1872年（明治5年）10月 : 町名改正を実施。中洲崎町を編入し、14番町に改編する。
- 1879年（明治12年）4月9日 : 新潟町の区制移行により、新潟区の町丁となる。
- 1889年（明治22年）4月1日 : 新潟区の市制施行により新潟市の町丁となる。
- 1893年（明治26年） : 新潟町の中に点在していた遊廓が集め、新潟遊廓が形成される。
- 1898年（明治31年）5月7日 : 14番町で発生した火事により新潟遊廓が全焼する。
- 1957年（昭和33年）4月1日 : 売春防止法の施行により、新潟遊廓が廃止される。
- 1977年（昭和52年） : 6番町にアーケードが完成する。
- 2007年（平成19年）4月1日 : 新潟市の政令指定都市移行により、中央区の町丁となる。
- 2009年（平成21年） : 6番町のアーケードの改修工事を実施。
- 2010年（平成22年）4月 : 6番町のアーケード改修工事が完了。

## 小・中学校の学区
市立小・中学校に通う場合、学区は以下の通りとなる。
| 町丁         | 番地 | 小学校               | 中学校                 |
| ------------ | ---- | -------------------- | ---------------------- |
| 本町通1番町  | 全域 | 新潟市立白山小学校   | 新潟市立白新中学校     |
| 本町通2番町  | 全域 | 新潟市立白山小学校   | 新潟市立白新中学校     |
| 本町通3番町  | 全域 | 新潟市立白山小学校   | 新潟市立白新中学校     |
| 本町通4番町  | 全域 | 新潟市立白山小学校   | 新潟市立白新中学校     |
| 本町通5番町  | 全域 | 新潟市立白山小学校   | 新潟市立白新中学校     |
| 本町通6番町  | 全域 | 新潟市立新潟小学校   | 新潟市立寄居中学校     |
| 本町通7番町  | 全域 | 新潟市立新潟小学校   | 新潟市立寄居中学校     |
| 本町通8番町  | 全域 | 新潟市立新潟小学校   | 新潟市立寄居中学校     |
| 本町通9番町  | 全域 | 新潟市立新潟小学校   | 新潟市立寄居中学校     |
| 本町通10番町 | 全域 | 新潟市立日和山小学校 | 新潟市立新潟柳都中学校 |
| 本町通11番町 | 全域 | 新潟市立日和山小学校 | 新潟市立新潟柳都中学校 |
| 本町通12番町 | 全域 | 新潟市立日和山小学校 | 新潟市立新潟柳都中学校 |
| 本町通13番町 | 全域 | 新潟市立日和山小学校 | 新潟市立新潟柳都中学校 |
| 本町通14番町 | 全域 | 新潟市立日和山小学校 | 新潟市立新潟柳都中学校 |

## 地域

### 5番町・6番町

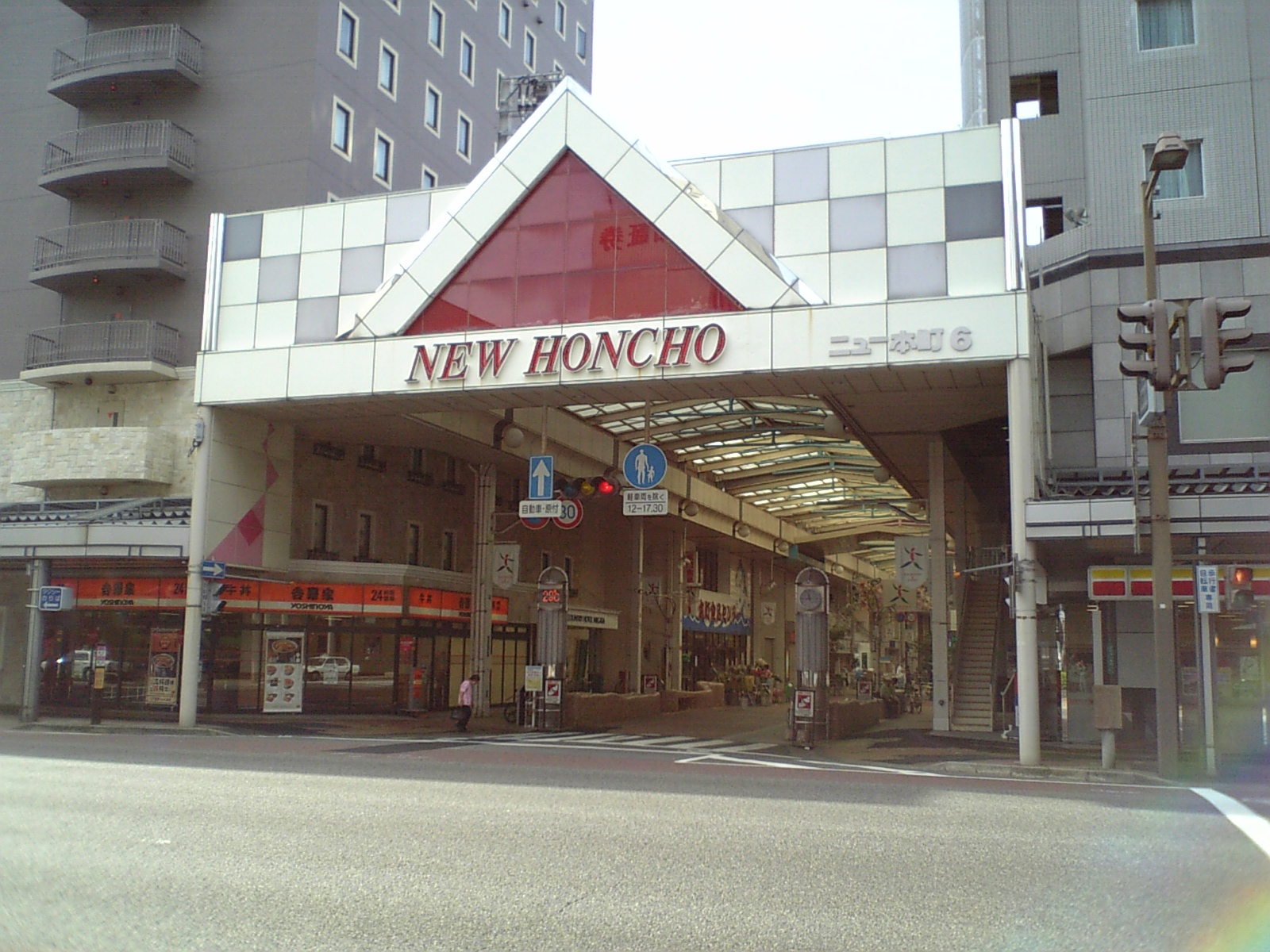
本町6番町商店街（ニュー本町、2009年まで）

6番町は1977年に完成したアーケード街となっている。大型店は同時期に大幅増床した丸大新潟店のみで、多くは、八百屋、魚屋などの商店である。かつてはキューピット1号店があったが2000年に撤退した。5番町と6番町の間には本町中央市場（人情横丁）があり、古くからの海産物店や食品卸店に混じって、カフェなど新しい色を出している店舗もある。ちょうどその中央部に白竜権現がある。野菜や果物を売る露店も多い。この他にはビジネスホテルや第四北越銀行本店が立地している。2009年から2010年にかけてアーケードの改修工事を実施、2010年4月にリニューアルした。その際、名称がこれまでの「ニュー本町」から「ぷらっと本町」に変更されている。またリニューアルに合わせ、テナントミックスビル「ぷらっと本町ビル」もオープンしている。
柾谷小路に隣接しており、本町通の中でも中心商店街的な位置付けとなっている。

### 7番町
新潟国際情報大学の新潟中央キャンパス（旧新潟中央銀行跡地）があり、一階はイタリア料理レストランになっている。

### 12番町・13番町

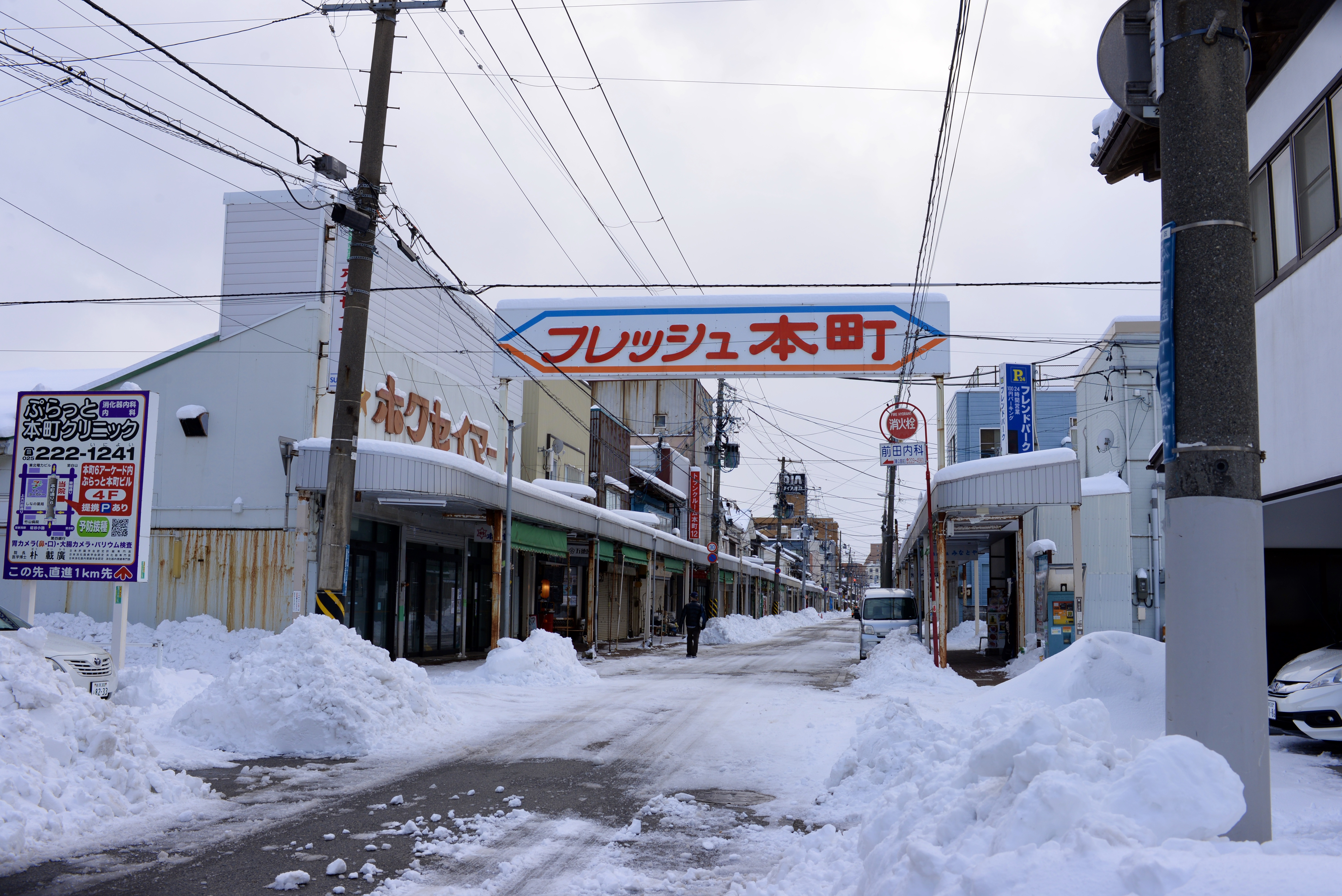
下本町商店街（フレッシュ本町）

下本町商店街（フレッシュ本町）があり、地元資本のスーパーであるキューピットの他（かつてはホクセイマートも存在）、鮮魚店や青果店などの商店や露店が並んでいる。
この地区は「下町（しもまち）」とも呼ばれる（正確には白山神社を基準（「上（かみ）」）として、柾谷小路を越えた新潟島北東地域の総称であり、本地区は下町の一部）。
旧ホクセイマート前に「フレッシュ本町」と書かれたゲートが設置されている（五菜堀側にもかつて存在したが、現在は撤去）。

### 14番町
江戸期から1872年（明治5年）まで「中洲崎町（なかすさきちょう）」であった地域。新潟町町域の改編によって本町通14番町に改編された。1893年（明治26年）に新潟町の中に点在していた遊廓が集められてできた新潟遊廓があった地域で、かつての遊廓跡も存在していたが2000年12月に解体された。

## 交通

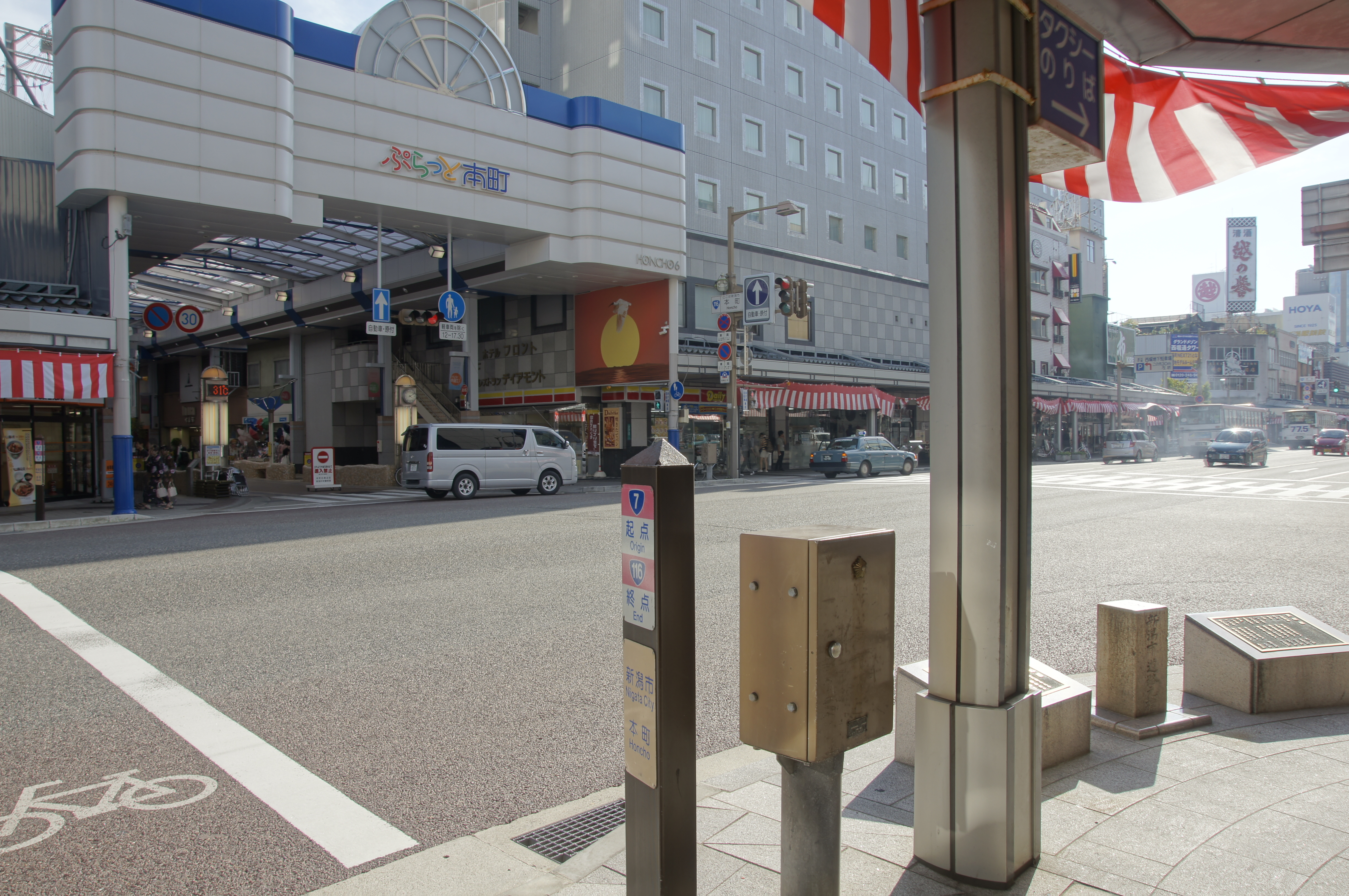
本町交差点。写真右下に道路元標がみえる。2011年8月7日撮影。

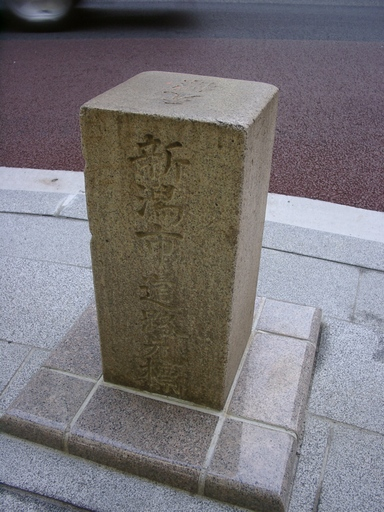
新潟市道路元標

7番町の本町交差点には新潟市の道路元標があり、国道7号、国道8号、国道113号、国道289号、国道350号の起点、国道17号、国道116号、国道402号の終点になっている。また、7番町から8番町にかけては新潟県道565号郷土資料館線も重複する。

### 交差する小路
白山神社側（1番町側）から順に
- 一番堀通り（新潟県政記念館前）
- 新川小路（3番町と4番町の間）
- 鍛冶小路（4番町と5番町の間）
- 新津屋小路（5番町と6番町の間）
- 小原小路（6番町の中間地点）
- 柾谷小路（6番町と7番町の間）
- 新堀通り（7番町と8番町の間）
- 坂内小路（8番町と9番町の間）…県道はここで東側に曲がる。
- 広小路（9番町と10番町の間）…南へ行くと柳都大橋へ至る。
- 五菜堀（11番町と12番町の間）
- 横七番町通

## 出身・ゆかりのある人物
- 白勢春三（白勢合名代表社員、衆議院議員、第四銀行、新潟貯蓄銀行各頭取）[11] - 本町通八番町に居住した[11]。
- 白勢誠一（白勢商事社長）
- 白勢量作（第四銀行頭取、東北配電社長）